# Guraleus colmani
Guraleus colmani é uma espécie de gastrópode do gênero Guraleus, pertencente a família Mangeliidae.